# Miguel Obando y Bravo
Miguel Obando y Bravo, S.D.B. (La Libertad, 2 de febrero de 1926 - Managua, 3 de junio de 2018) fue un cardenal nicaragüense y arzobispo emérito de Managua.

## Biografía
Obando y Bravo nació el 2 de febrero de 1926 en La Libertad, Chontales, prelatura apostólica de Juigalpa, Nicaragua.
Ingresó en la Sociedad Salesiana de San Juan Bosco y estudió en casas de formación salesianas en San Salvador, El Salvador (latín, griego, teología, pedagogía, matemáticas, física y filosofía); en Guatemala (teología); y en Colombia y Venezuela (psicología vocacional).
Fue ordenado sacerdote el 10 de agosto de 1958. Fue profesor de matemáticas y física en Nicaragua y El Salvador 1958 a 1959. Prefecto de disciplina en el seminario Salesiano de San Salvador 1959 a 1961. Rector del instituto Rinaldi, y del seminario de San Salvador 1961 a 1968. Miembro del consejo provincial de la sociedad salesiana en Centroamérica 1962 a 1968. Delegado de Centroamérica y Panamá al capítulo general de Salesiano, en Roma, 1965.

## Episcopado

### Obispo auxiliar de Matagalpa
El 18 de enero de 1968, el Santo Padre Pablo VI lo nombró obispo titular de Puzia di Bizacena y obispo auxiliar de la diócesis de Matagalpa.
Consagrado, el 31 de marzo de 1968, por Marco Antonio García y Suárez, obispo de Granada. 

### Arzobispo metropolitano de Managua
El 16 de febrero de 1970, el Papa Pablo VI lo nombró III arzobispo metropolitano de la arquidiócesis de Managua.
El 4 de abril de 1970 tomó posesión como tercer arzobispo de Managua.
Cuando sucedió el terremoto de Managua del 23 de diciembre de 1972 recorrió las calles de las zonas devastadas de la capital durante 20 horas, con su sotana blanca sucia y raída por el polvo de los escombros, auxiliando y dando las absoluciones a las víctimas del desastre, al igual que 41 años antes lo hiciera de forma similar el primer arzobispo Monseñor José Antonio Lezcano y Ortega en el terremoto del 31 de marzo de 1931.
Trasladó los oficios divinos y la Curia Arzobispal de la Antigua Catedral de Managua a la iglesia de las Sierritas de Santo Domingo en las afueras de la capital debido a los daños que sufrió aquel templo. El 4 de septiembre de 1993 consagró en una ceremonia pública la nueva Catedral Metropolitana, diseñada por el arquitecto mexicano Ricardo Legorreta. Obando y Bravo es recordado por su protagonismo como defensor activo de los derechos humanos en Nicaragua durante la dictadura de Anastasio Somoza Debayle y del régimen Sandinista.
En la Curia Romana fue miembro de la Congregación para el Culto Divino y la Disciplina de los Sacramentos, de la Congregación para el Clero y la Congregación para los Institutos de Vida Consagrada y las Sociedades de Vida Apostólica. Además, es Consejero del Pontificio Consejo para América Latina.
En muchas ocasiones, participó como mediador entre el gobierno de Somoza y los guerrilleros del Frente Sandinista de Liberación Nacional (FSLN) que finalmente llegaron al poder el 19 de julio de 1979.

## Cardenalato

### Proclamación
Creado Cardenal presbítero, el 25 de mayo de 1985; recibió la birreta roja y título de S. Giovanni Evangelista a Spinaceto, a manos de San Juan Pablo II. Siendo el primer cardenal originario de Centroamérica.

### Arzobispo Emérito de Managua
El 1 de abril de 2005, un día antes de morir, el papa Juan Pablo II le aceptó su renuncia como arzobispo sucediéndole monseñor Leopoldo Brenes. Posteriormente fue colaborador del Gobierno de Nicaragua, presidido por Daniel Ortega Saavedra.
El 2 de abril de 2016, fue declarado tercer prócer de Nicaragua. La ley que lo declara "Prócer Nacional de la Paz y la Reconciliación" fue aprobada con 65 votos a favor y un voto en contra.

### Obras Físicas en la Arquidiócesis de Managua
- Curia Arzobispal.
- Construcción de templos parroquiales.
- Seminario arquidiocesano La Purísima
- Catedral Metropolitana de Managua.[6]

## Fallecimiento
El Cardenal Miguel Obando y Bravo falleció el 3 de junio de 2018 a los 92 años por causas naturales en su casa de habitación, fue velado y puesto en capilla ardiente en la Universidad Católica fundada por él mismo, el día posterior a su muerte fue trasladado a la catedral metropolitana de Managua donde el Arzobispo de Managua Cardenal Leopoldo José Brenes junto a todos los obispos y clero celebró la misa de cuerpo presente. 
Horas después fue sepultado en la Universidad Católica, en vida esta había sido su voluntad.

## Reconocimientos
- Premio Bruno Kreysky a favor de la Paz y la Libertad. En Viena, Austria, 1979.
- Placa por la Paz y la Libertad del Pueblo Nicaragüense. En San Francisco, California, 1980.
- Carta de Hermandad, de la Orden de las Escuelas Pías, otorgada por el superior general de los Escolapios. En Managua, Nicaragua, 1980.
- Orden Francisco de Miranda, en primera clase, otorgada por el presidente de Venezuela, Dr. Luis Herrera Camping. 1981
- Premio Internacional Mercurio de Oros, otorgada en la XXI Conferencia Internacional por la Paz y Cooperación.
- Designado Hombre del Año por la Confederación Nacional de Profesionales. 1981.
- Distinción por fidelidad a la Iglesia, al Papa y a su pueblo, otorgada por la Central de Trabajadores de Nicaragua. 1982.
- Reconocimiento del Pueblo de Nicaragua por sus XXV años de servicio pastoral al pueblo de la Arquidiócesis de Managua. 1985
- Doctor Honoris Causa de la Facultad de Humanidades de la Universidad Francisco Marroquín de Guatemala. En Guatemala, 1988.
- II Premio de la Pace, otorgado por el Centro de Culturas S. S. Croce di Taranto. En Taranto, Italia,1988.
- Orden General José Dolores Estrada, Batalla de san Jacinto, otorgada por la Presidenta de la República de Nicaragua, Excma. Sra. Violeta Barrios de Chamorro,1991.
- Orden Isabel la Católica, la que fue impuesta en el grado Gran Cruz por el embajador de España acreditado en Nicaragua, otorgada por Su Majestad Don Juan Carlos I, Rey de España. 1992.
- Doctor Honoris Causa de la Facultad de Ciencias Políticas, Administrativas y Sociales de la Universidad Rafael Urdaneta ; Caracas ,Venezuela, 1992.
- IRI FREEDOM AWARD, otorgado en primicia por el Instituto Nacional Republicano, por su incansable lucha por la Libertad, Democracia, Paz y los Derechos Humanos. Washington D. C.- USA 1995.
- Orden de la Estrella Brillante con Gran Cordón, otorgado por el Gobierno de la República de China, la que recibió personalmente el 8 de noviembre. Taipéi, China 1995.
- Doctor en Jurisprudencia, Honoris Causa de la Universidad Católica FU JEN, personalmente investido el 10 de noviembre. Taipéi, China 1995.
- Doctor en LEYES, Honoris Causa de la Universidad de St. Thomas, personalmente investido el 18 de mayo. Miami, Florida. 1996.
- La Gran Cruz de la Orden al Mérito, que el Gobierno de la República Federal de Alemania, le otorga en reconocimiento por los servicios prestados a favor de la Paz. República Federal de Alemania 1996.
- El Lincoln International Academy of the Holy Family, le otorga un reconocimiento por sus destacada labor como mediador y forjador de la Paz en Nicaragua. Managua, Nicaragua 1998.[7]